# MacIP
MacIPはAppleTalk上でIPのパケットをカプセル化するプロトコルである。すなわち、IP over AppleTalkである。

## 目的
かつてのMacintoshはイーサネットを標準搭載しておらず、RS-422ポートによるAppleTalk、すなわちLocalTalkしか利用できなかった。したがって、AppleTalkネットワークとTCP/IPネットワークを共存させるには、両方のネットワークポートを持った専用ゲートウェイで物理的に接続し、パケットのカプセル化を行なう必要があった。
```

                 MacIP <--------------------> IP
          (IP over AppleTalk)

+---------+                 +-------+                     +-------------------+
|Macintosh|------RS422------|Gateway|-----Ethernet,etc----|Internet, UNIX etc.|
+---------+                 +-------+                     +-------------------+

                LocalTalk <----------------> IPTalk
               (AppleTalk)            (AppleTalk over IP)

                LocalTalk <---------------> EtherTalk
               (AppleTalk)                 (AppleTalk)

```

## 機能
Mac OSに付属する機能拡張のMacTCPや Open Transport を用いることでMacIPを利用できる。
ゲートウェイはRS-422から届いたMacIPのパケットからIPパケットを取り出し、TCP/IPネットワークへ流す。逆に、TCP/IP側から届いたIPパケットをAppleTalkで包みRS-422へ流す。
これによって、RS-422だけのMacintoshからUNIX機へtelnetでログインしたり、インターネット上のウェブページを閲覧出来るなど、様々なTCP/IPアプリケーションを利用できる。
また、電話回線などで遠隔地のAppleTalkネットワークと接続している場合、MacIPを用いればTCP/IPをトンネリングできる。
なお、MacIPと逆の概念にIPTalkがある。これはIP上でAppleTalkパケットをカプセル化するものである。
MacIP、IPTalk、EtherTalk等を必要に応じて利用することで、2つのネットワークを相互に利用できるようになる。

## 歴史
IPパケットをDDPの中にカプセル化する方法は、1984年から1985年にかけてStanford Ethernet - AppleTalk Gateway (SEAGATE)としてスタンフォード大学のBill Croftによって開発された。
このSEAGATEはKinetics社によりKIP (Kinetics Internet Protocol)と呼ばれるプロトコルになり、FastPathとして商品化された。
Apple Computer（当時）はこのプロトコルをMaIPとして採用した。
IETF (Internet Engineering Task Force)の"IP over AppleTalk"ワーキンググループは既存のMacIPの実装を説明し、仕様をまとめるドラフトを提出したが、これは破棄された。

## 参照
1. ↑  MacWorld 2004 Keynote: A History Of Macintosh Networking - reported notes - See "Macs and the Internet: a long digression"
2. ↑  MacWorld 2004 Keynote: A History Of Macintosh Networking - relevant slide
3. ↑  Bill Croft announces SEAGATE in TCP-IP list - See "000007"
4. ↑  Bill Croft declares in net.micro.mac that Kinetics are using a modified version of the SEAGATE code
5. ↑  IP Over AppleTalk Working Group Charter
6. ↑  Internet-Drafts Database entry
7. ↑  Latest draft document with content removed